# Menderes Samancılar
Menderes Samancılar (* 1. Mai 1954 in Adana) ist ein türkischer Schauspieler kurdischer Herkunft.

## Leben und Karriere
Samancılar wurde am 1. Mai 1954 in Adana geboren. Er stammt ursprünglich aus Diyarbakır und ist kurdischer Herkunft. Sein Debüt gab er 1974 in dem Film İnce Memed Vuruldu. Bis 1998 wirkte er in über 80 Filmproduktionen mit. 1998 wurde er für den Film Begegnung in Venedig gecastet. Anschließend war er 2005 in dem Theaterstück Selvi Boylum Al Yazmalım  zu sehen. Samancılar kandidierte für den Sitz in Adana bei den türkischen Parlamentswahlen 1999 und vertrat die Sol Parti. 2016 spielte Samancılar in dem Film Babamın Kanatları die Hauptrolle. 2020 trat er in der Serie Zümrüdüanka auf.

## Filmografie (Auswahl)
Filme
- 1974: Gecelerin Ötesi
- 1977: Alçaktan Uçan Güvercin
- 1978: Derdim Dünyadan Büyük
- 1984: Aşk Sürgünü
- 1990: Kiraz Çiçek Açıyor
- 1992: Aliye
- 2001: Derviş
- 2004: Kısmet
- 2016: Babamın Kanatları
- 2019: Kapı

Serien
- 2002: Asmalı Konak
- 2006–2008: Sıla
- 2009: Asi
- 2010: Bitmeyen Şarkı
- 2019: Çukur
- 2020–2021: Zümrüdüanka